# Fuerza Ciudadana (Venezuela)
Fuerza Ciudadana es un partido político venezolano socialdemócrata de carácter regional que tiene presencia únicamente en el Estado Apure. Fue fundado el 11 de marzo de 2003 por Luis Lippa tras una escisión del partido Acción Democrática. Forma parte de la coalición Mesa de la Unidad Democrática. En las Elecciones parlamentarias de Venezuela de 2015 obtuvo un puesto en la Asamblea Nacional con un diputado principal siendo éste su fundador, que luego se unió a las filas del partido Primero Justicia.